# Ludwig Wilhelm Gayling von Altheim

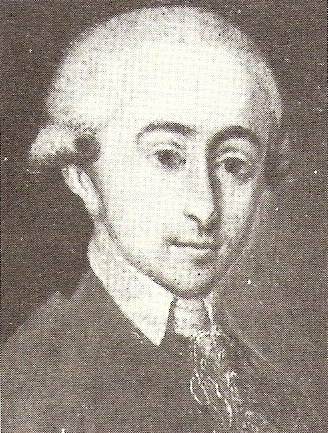
Ludwig Wilhelm Gayling von Altheim

Ludwig Friedrich Wilhelm August Freiherr Gayling von Altheim (* 14. Oktober 1758 in Hanau; † 9. Januar 1847 in Hanau) war Hessen-Hanauischer Politiker, Diplomat und Mitglied der Ständeversammlung des Großherzogtums Frankfurt.

## Leben
Ludwig Wilhelm Gayling von Altheim wurde als Sohn des Hessen-Hanauischen Kammerjunkers und Oberamtmanns des Amtes Babenhausen Eberhard Friedrich Freiherr Gayling von Altheim (* 9. April 1714; † 1782) und seiner Frau Augusta Carolina Wilhelmina von Reischach-Reichenstein (* 2. September 1728) geboren. Als Erbe seines Vaters wurde Ludwig Wilhelm Herr zu Babenhausen. Ludwig Wilhelm, der evangelisch-reformierten Glaubens war, heiratete Maria Sophia Bayer von Boppard.
Er wurde Hessisch-Hanauischer Regierungsrat und Hofgerichtsassessor und war für Kurfürst Wilhelm I. als Diplomat tätig. So vertrat er Wilhelm bei der Vollziehungskommission des rheinischen Reichskreises 1804 bis 1806, 1804 bei Napoléon Bonaparte in Mainz und 1807 in Paris. Nach der Besetzung des Landes durch die Franzosen folgte er dem Kurfürsten Wilhelm I. zunächst nach Itzehoe und begleitete ihm später nach Prag. Anschließend kehrte er auf seine hessischen Güter zurück.
1810 wurde er für das Departement Hanau und die Gruppe der Gelehrten und Künstler in die Ständeversammlung des Großherzogtums Frankfurt gewählt. Nach der Rückkehr des Kurfürsten 1813, wurde er zum Oberhofmeister der Kurfürstin ernannt und Großkreuz des Kurhessischen Löwenordens.
Seine Ehe mit Maria Sophia blieb kinderlos, daher kamen seine Güter Hauenstein, Babenhausen, Altheim und alle übrigen an die Linie in Ebnet in Baden.